# Endocrien systeem
Het endocriene systeem of hormoonstelsel is het orgaansysteem dat toeziet op de hormonale regeling in het dierlijk organisme. Het endocriene stelsel werkt zo met het zenuwstelsel samen om de activiteit van organen en fysieke systemen te reguleren.
In het menselijk lichaam wordt het hormoonstelsel voor een belangrijk deel aangestuurd door de hypothalamus en hypofyse, twee kleine delen van de hersenen. De hypofyse kan diverse klieren in het lichaam activeren door afgifte van signaalstoffen, hormonen. Deze geactiveerde hormoonklieren geven op hun beurt hormonen af aan de bloedsomloop. Via het bloed worden de hormonen getransporteerd naar de doelwitorganen. Afhankelijk van het doelwitorgaan en het type hormoon, heeft het hormoon een zeker effect tot gevolg bij het desbetreffende orgaan. De hormonen die door de klieren worden afgegeven, kunnen ook weer een remmend effect hebben op de afgifte van de relevante signaalstoffen door de hypofyse. Hierdoor ontstaat een fysiologisch evenwicht (homeostase).
De hormoonhuishouding speelt een cruciale rol bij onder andere de aansturing van emoties, driften, de stimulering van groei en herstel van spieren en weefsels, seksuele ontwikkeling, regulering van lichaamstemperatuur en het metabolisme. Het endocrien systeem wordt bestudeerd door de endocrinologie.

## Klieren
De klieren zijn in twee groepen te onderscheiden: uitsluitend endocriene klieren en klieren die gecombineerd endo- en exocrien zijn. 

### Uitsluitend endocriene klieren
- bijschildklieren, produceren parathormoon
- bijnieren, produceren adrenaline, mineralo- en glucocorticoïden, androgenen
- epifyse, produceert melatonine
- hypofyse
- hypothalamus
- schildklier
- thymus
- eilandjes van Langerhans, produceren insuline en glucagon

### Gecombineerde endo- en exocriene klieren
Deze klieren scheiden de hormonen zowel direct af in de bloedsomloop (endocrien) als buiten het lichaam of in het spijsverteringskanaal (exocrien).
- gonaden of geslachtsklieren; produceren naast geslachtshormonen ook geslachtscellen
- pancreas of alvleesklier; produceert naast de hormonen insuline, glucagon, gastrine en somatostatine ook enzymen die helpen bij de spijsvertering en ghreline voor de eetlust.

## Verschillende hormonen
Een van de hormonen die door het endocrien systeem wordt aangemaakt is insuline. Dit hormoon wordt door de alvleesklier aangemaakt en zorgt ervoor dat er geen overschot aan glucose in het lichaam komt. Zie ook het artikel diabetes mellitus.

## Tegenkoppeling
Het endocrien systeem geeft hormonen af aan het bloed. Een voorbeeld is het hormoon adrenaline dat in gevaarlijke situaties wordt aangemaakt. Adrenaline zorgt ervoor dat het hart sneller gaat kloppen waardoor het bloed sneller wordt rondgepompt. Men wordt daardoor alerter en kan ofwel snel vluchten ofwel direct vechten, de zogenaamde 'vecht-of-vluchtreactie'. Te veel adrenaline in het bloed is slecht voor de gezondheid. De aanmaak van het hormoon houdt op via zogeheten 'tegenkoppeling' of 'negatieve terugkoppeling': het proces wordt gestopt door een (te) hoge concentratie adrenaline in het bloed.

## Neuro-endocrien systeem
De klieren die hormonen afgeven uit de hypofyse en hypothalamus, worden gestuurd door het neuro-endocrien systeem.